# Грушівецький парк
Грушіве́цький парк — парк-пам'ятка садово-паркового мистецтва місцевого значення в Україні. Розташований у межах Кельменецької селищної громади Дністровського району Чернівецької області, в селі Грушівці.
Площа 3,7 га. Статус присвоєно згідно з рішенням облвиконкому від 30.05.1979 року № 198. Перебуває у віданні: Грушівецький ЗНЗ I-III ступенів.
Статус присвоєно для збереження парку, закланеного в кінці ХІХ ст. Зростає близько 20 видів цінних дерев та чагарників.